# Jean-Marc Lévy-Leblond
Jean-Marc Lévy-Leblond és un físic francès. És llicenciat a l'Escola Normal Superior i l'any 1965 es doctora en Ciències Físiques per la Universitat d'Orsay. De 1980 al 2002 ha estat professor a la Universitat de Niça, on ensenya als departaments de Física, Filosofia i Comunicació. Actualment és director de programes del Col·legi Internacional de Filosofia i professor emèrit de la Universitat de Niça. Ha estat membre del comitè editorial de diferents publicacions, com European Journal of Physics, Speculations in Science and Technology, Fundamenta Scientiae, Euroscientia Forum i Physics and Technology Quest. Director i creador de les col·leccions «Science Ouverte», «Points-Sciences», «Sources du Savoir» i «La Dérivée» de l'editorial Seuil (des de 1972). És fundador i director de la revista trimestral Alliage (culture, science, technique), creada el 1989. Com a assagista i divulgador de la ciència ha publicat L'esprit de sel (science, culture, politique) (1984), Mettre la science en culture (1986), Conceptos Contrarios (1996), La pierre de touche (la science à l'épreuve...) (1996) i Impasciences (2000).